# Le Rêve (spectacle)
Pour les articles homonymes, voir Le Rêve.

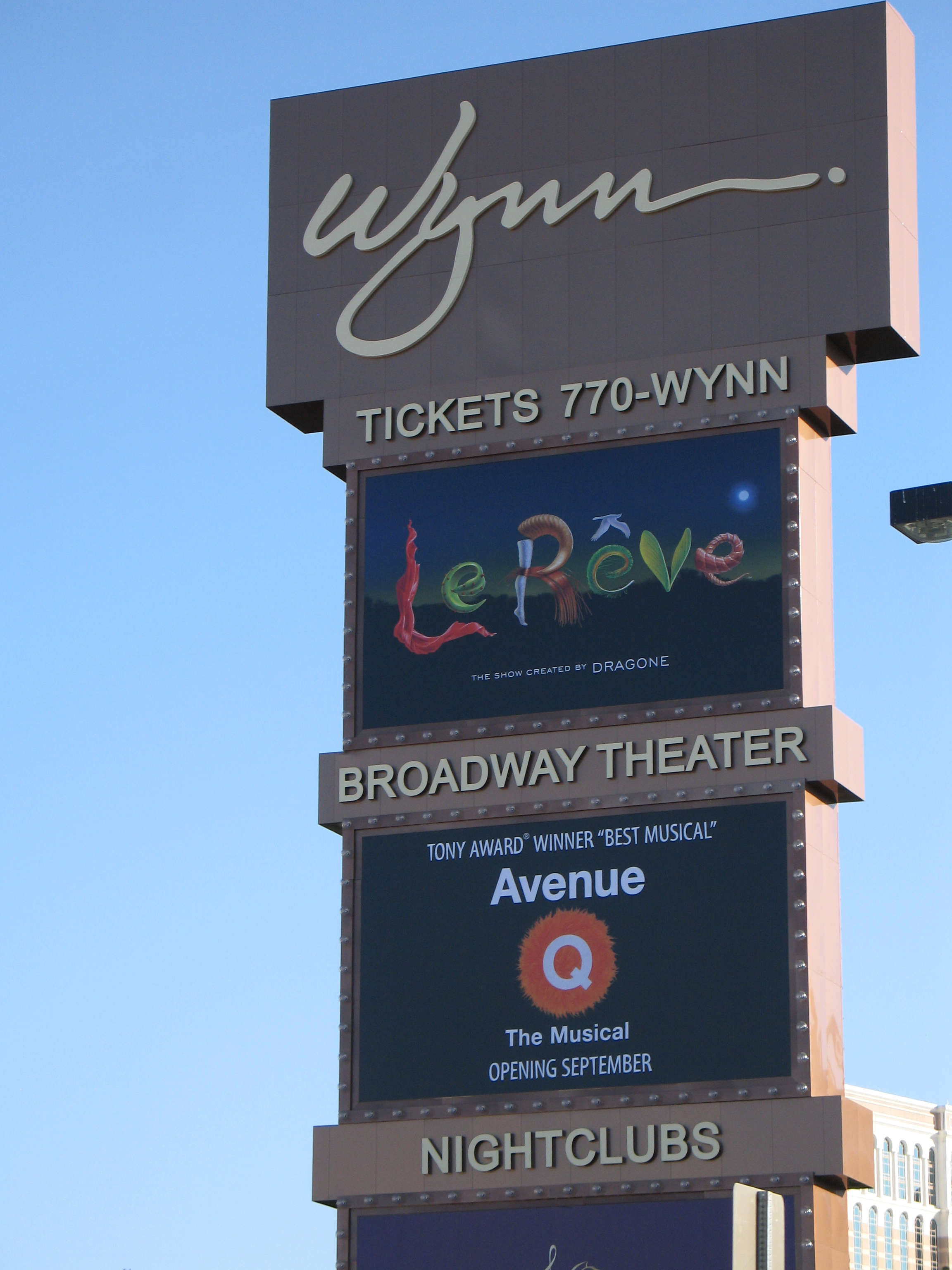
Panneau publicitaire pour Le Rêve.

Le Rêve est le premier spectacle permanent à avoir eu lieu au casino Wynn Las Vegas, dans un théâtre spécialement conçu pour l'accueillir, comprenant notamment une piscine d'un million de gallons d'eau. La mise en scène inclus des plongées exceptionnelles et des tours de force, avec des effets spéciaux à la pointe du progrès. Aucun siège n'est à plus de 12 m de la scène. Réalisé par Franco Dragone (qui était déjà à l'origine de O, La Nouba, Mystère, Alegria et Quidam), il ressemble aux spectacles proposés par le Cirque du Soleil. Son coût n'a pas été révélé. Néanmoins, la mise en place des principaux spectacles de Las Vegas est estimée entre 30 et 40 millions de dollars, ce qui permet de se faire une idée approximative.
Le Rêve a été le nom du chantier du complexe Wynn, avant que celui-ci ne change en Wynn Las Vegas. C'est aussi le nom d'une pièce maîtresse de peinture de Picasso que possède Steve Wynn.
La scène du théâtre est composée de nombreuses plates-formes qui peuvent être élevées ou abaissées.

## Anecdotes
- Seize plongeurs avec bouteilles sont nécessaires à chaque représentation, utilisant 32 bouteilles d'air et 3500 pieds cubes d'air pressurisé. Un ensemble sophistiqué de plongeurs, camera , systèmes pour respirer et lumières permet aux artistes de se sentir à l'aise sous l'eau, et assure la sécurité des interprètes.
- Chaque membre de la troupe doit obtenir son diplôme de plongée avant de jouer dans le théâtre.
- La troupe des 86 artistes du spectacle représente 17 pays.
- Une grande partie des artistes vient des milieux de la gymnastique de compétition, de la natation, et du cirque. Certains ont participé à des compétitions nationales, mondiales et olympiques.
- Le théâtre possède une puissance d'éclairage de 2040kW.